# Lista de cônjuges dos governadores das unidades federativas do Brasil
Esta é a lista dos atuais cônjuges dos governadores dos 26 estados brasileiros e do Distrito Federal. No Brasil, a primeira-dama ou primeiro-cavalheiro é o termo usado para se referir ao cônjuge de um Chefe do Executivo, ou seja, o cônjuge do presidente do Brasil, dos governadores estaduais e dos prefeitos municipais.
As primeiras-damas e os primeiros-cavalheiros desempenham um papel importante na vida política e institucional, atuando como apoiadores e conselheiros dos líderes estaduais. Eles geralmente acompanham os governadores em eventos oficiais, representando o estado em cerimônias e compromissos públicos.
O termo "primeira-dama" é amplamente utilizado para se referir à esposa do governador, enquanto o termo "primeiro-cavalheiro" é utilizado quando o parceiro do governador é um homem. No entanto, é importante ressaltar que essas designações não são estritamente baseadas em gênero e podem variar de acordo com as preferências pessoais dos governadores e seus cônjuges. A presença das primeiras-damas e dos primeiros-cavalheiros na vida política não é uma novidade, e em muitos casos eles têm uma atuação ativa na defesa de causas sociais e na promoção de projetos de interesse coletivo. Por meio de suas plataformas e projetos, eles buscam contribuir para o desenvolvimento social, cultural e humanitário das comunidades em que atuam.
Vale ressaltar que as primeiras-damas e os primeiros-cavalheiros desempenham um papel fundamental na representação do estado e na interação com a sociedade civil, envolvendo-se em atividades que visam promover o bem-estar da população e fomentar o diálogo entre o governo e a sociedade. É importante observar que essa lista está sujeita a alterações ao longo do tempo, devido a mudanças nos governos estaduais e nas relações pessoais dos governadores. Portanto, os dados apresentados aqui referem-se ao momento atual e podem não estar atualizados no futuro.
A inclusão dos nomes das primeiras-damas e dos primeiros-cavalheiros dos governadores é uma forma de fornecer informações adicionais sobre as figuras públicas que lideram cada estado brasileiro. Essa abordagem permite que os leitores tenham uma compreensão mais abrangente do contexto em que os governadores exercem seus mandatos, levando em consideração não apenas suas trajetórias políticas, mas também suas vidas pessoais e relacionamentos familiares.

## Atuais primeiras-damas e primeiros-cavalheiros das unidades federativas

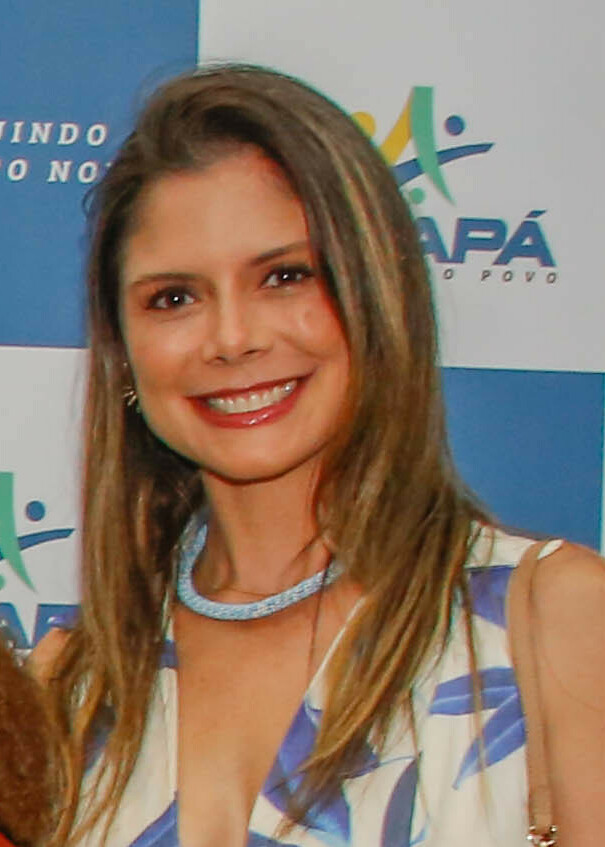
Priscilla Flores, primeira-dama do Amapá.

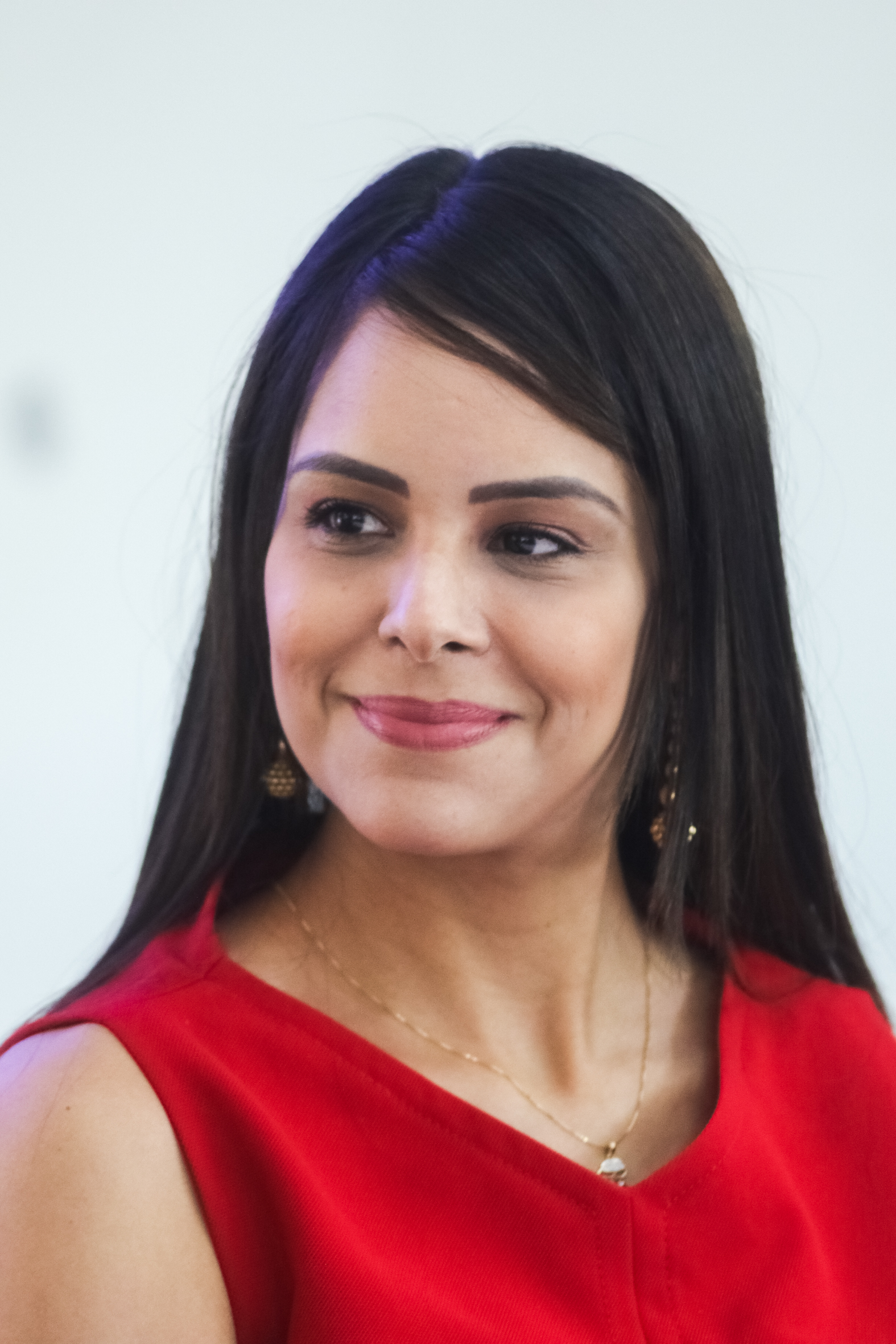
Mayara Noronha Rocha, primeira-dama do Distrito Federal.

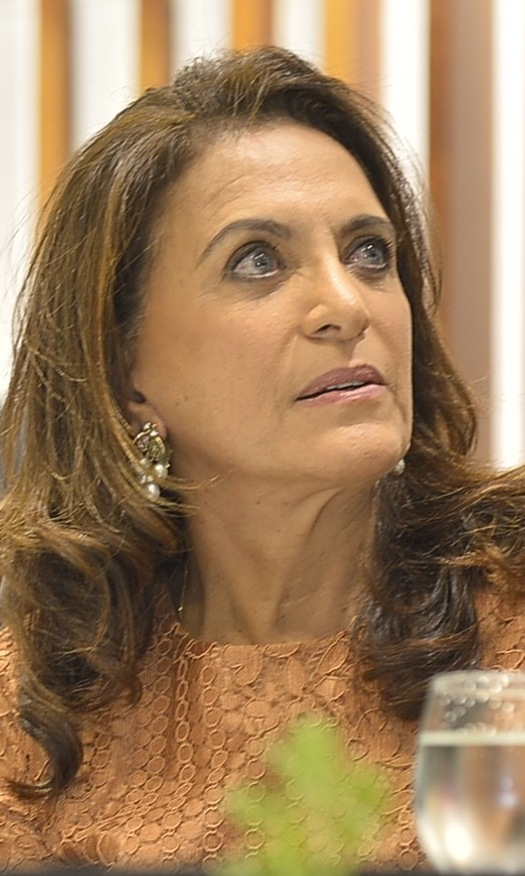
Gracinha Caiado, primeira-dama de Goiás.

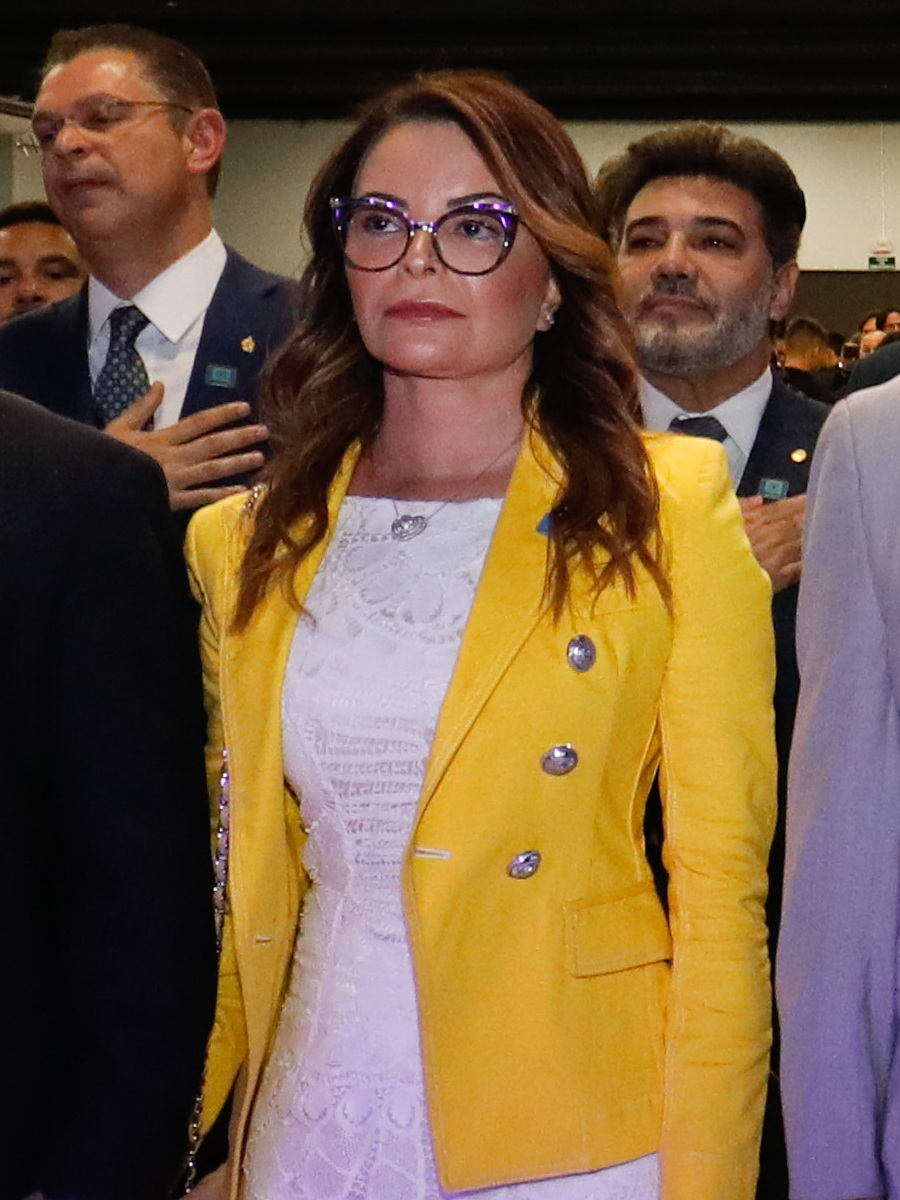
Virginia Mendes, primeira-dama de Mato Grosso.

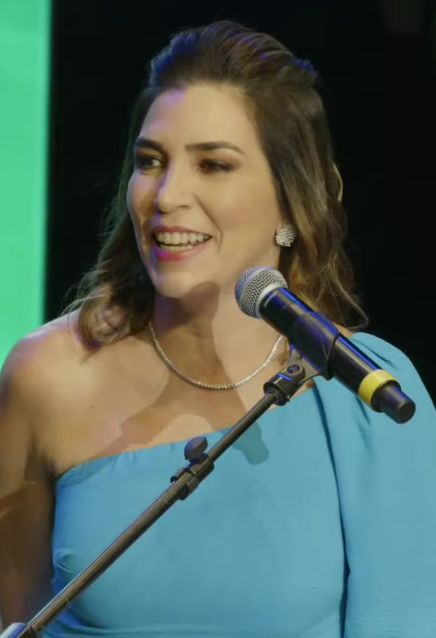
Mônica Riedel, primeira-dama de Mato Grosso do Sul.

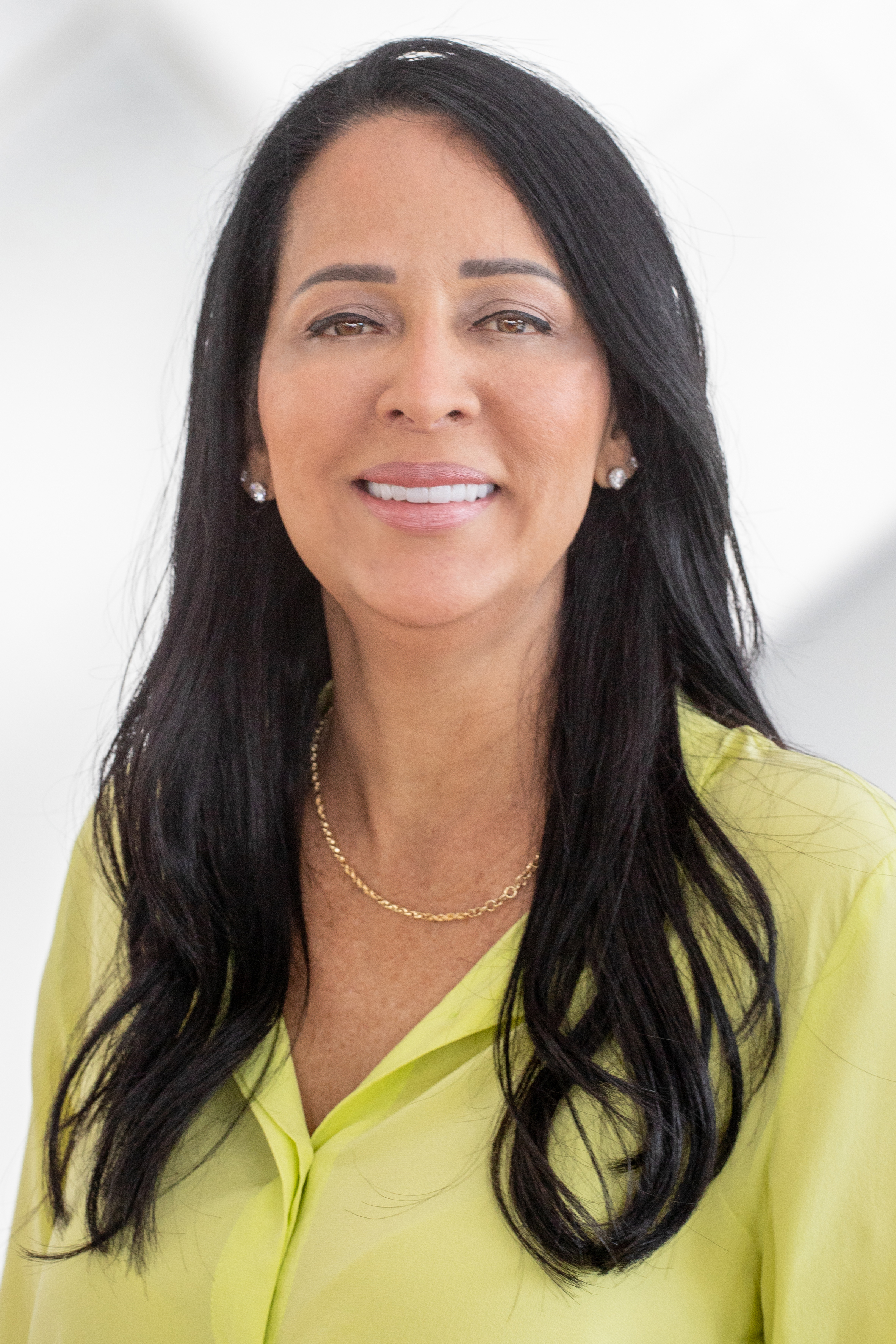
Cristiane Freitas, primeira-dama do estado de São Paulo.

| Estado              | Primeira-dama ou Primeiro-cavalheiro | Governador(a)         | Desde                  | Lista | Referências |
| ------------------- | ------------------------------------ | --------------------- | ---------------------- | ----- | ----------- |
| Acre                | Vago; O governador está separado     | Gladson Cameli        | 25 de janeiro de 2023  | Lista | [ 3 ]       |
| Alagoas             | Júlia Britto                         | Paulo Dantas          | 2 de maio de 2025      | Lista | [ 4 ]       |
| Amapá               | Priscilla Flores                     | Clécio Luís           | 1º de janeiro de 2023  | Lista | [ 5 ]       |
| Amazonas            | Vago; O governador é divorciado      | Wilson Lima           | 31 de julho de 2024    | Lista | [ 6 ]       |
| Bahia               | Tatiana Velloso                      | Jerônimo Rodrigues    | 1º de janeiro de 2023  | Lista | [ 7 ]       |
| Ceará               | Lia Freitas                          | Elmano de Freitas     | 1º de janeiro de 2023  | Lista | [ 8 ]       |
| Distrito Federal    | Mayara Noronha Rocha                 | Ibaneis Rocha         | 1º de janeiro de 2019  | Lista | [ 9 ]       |
| Espírito Santo      | Virgínia Casagrande                  | Renato Casagrande     | 1º de janeiro de 2019  | Lista | [ 10 ]      |
| Goiás               | Gracinha Caiado                      | Ronaldo Caiado        | 1º de janeiro de 2019  | Lista | [ 11 ]      |
| Maranhão            | Larissa Brandão                      | Carlos Brandão Junior | 2 de abril de 2022     | Lista | [ 12 ]      |
| Mato Grosso         | Virginia Mendes                      | Mauro Mendes          | 1º de janeiro de 2019  | Lista | [ 13 ]      |
| Mato Grosso do Sul  | Mônica Riedel                        | Eduardo Riedel        | 1º de janeiro de 2023  | Lista | [ 14 ]      |
| Minas Gerais        | Vago; O governador é divorciado      | Romeu Zema            | 1º de janeiro de 2019  | Lista | [ 15 ]      |
| Pará                | Daniela Barbalho                     | Helder Barbalho       | 1º de janeiro de 2019  | Lista | [ 16 ]      |
| Paraíba             | Ana Maria Lins Sales                 | João Azevêdo          | 1º de janeiro de 2019  | Lista | [ 17 ]      |
| Paraná              | Luciana Massa                        | Ratinho Júnior        | 1º de janeiro de 2019  | Lista | [ 18 ]      |
| Pernambuco          | Vago; A governadora é viúva          | Raquel Lyra           | 1º de janeiro de 2023  | Lista | [ 19 ]      |
| Piauí               | Isabel Fonteles                      | Rafael Fonteles       | 1º de janeiro de 2023  | Lista | [ 20 ]      |
| Rio de Janeiro      | Analine Castro                       | Cláudio Castro        | 1º de maio de 2021     | Lista | [ 21 ]      |
| Rio Grande do Norte | Vago; A governadora é solteira       | Fátima Bezerra        | 1º de janeiro de 2019  | Lista | [ 22 ]      |
| Rio Grande do Sul   | Thalis Bolzan                        | Eduardo Leite         | 1º de janeiro de 2023  | Lista | [ 23 ]      |
| Rondônia            | Luana Rocha                          | Marcos Rocha          | 1º de janeiro de 2019  | Lista | [ 24 ]      |
| Roraima             | Simone Denarium                      | Antonio Denarium      | 10 de dezembro de 2018 | Lista | [ 25 ]      |
| Santa Catarina      | Vago; O governador é divorciado      | Jorginho Mello        | 1º de janeiro de 2023  | Lista |             |
| São Paulo           | Cristiane Freitas                    | Tarcísio de Freitas   | 1º de janeiro de 2023  | Lista | [ 26 ]      |
| Sergipe             | Erika Mitidieri                      | Fábio Mitidieri       | 1º de janeiro de 2023  | Lista | [ 27 ]      |
| Tocantins           | Karynne Sotero Campos                | Wanderlei Barbosa     | 18 de agosto de 2023   | Lista | [ 28 ]      |